# Хорн, Алистер
А́листер Хорн (Alistair Horne; 9 ноября 1925, Лондон, Англия — 25 мая 2017, Оксфордшир, Англия) — британский историк Европы, журналист.

## Биография
Алистер Аллан Хорн родился 9 ноября 1925 года. Он был единственным сыном сэра Аллана Хорна (умер в 1944 году) и Ауриолы (урожденной Хэй-Драммонд), племянницы 13-го графа Кинноулла. Получил образование в школе Лудгроув, описал Ладгроув как место «лукавства, снобизма и безудержного, неконтролируемого издевательства», которое, как он считал, культивировалось, чтобы закалить мальчиков. Во время Второй мировой войны был отправлен в США. Учился в школе Милбрук, где подружился с Уильямом Ф. Бакли-мл., в будущем писателем и политическим обозревателем консервативного направления, который остался ему другом на всю жизнь.
Служил в британских ВВС (1943—1944), а затем офицером в гвардии Колдстрима (1944—1947).
Окончил Колледж Иисуса (Кембридж) в качестве магистра искусств; получил степень доктора в Кембриджском университете (1993). Был почетным членом колледжа Святого Антония в Оксфорде. Энтузиаст крикета.
Был дважды женат, на Ренире Хокинс, дочери адмирала Джеффри Хокинса, а затем на Шелин Лорейн Райан, художнице. Жил в Тервилле, Оксфордшир.

## Творчество
Хорн был плодовитым журналистом, биографом, историком Европы. Работал иностранным корреспондентом The Daily Telegraph с 1952 по 1955 гг. Написал более 20 книг о путешествиях, по истории, биографий. Несколько его книг, изданных в Англии и США, посвящены Франции XIX и XX веков. («Цена славы: Верден, 1916 год», «Падение Парижа: Осада и Коммуна, 1870—1871», «Проиграть битву: Франция, 1940», «Смерть поколения Невель Шапель в Вердене и на Сомме», «Грозный год: Парижская коммуна, 1871 год», «Дикая война за мир: Алжир 1954—1962 гг.», «Наполеон, Мастер Европы 1805—1807», «Французская армия и политика, 1870—1970», «Далеко ли от Аустерлица? Наполеон, 1805—1815»).
Был официальным биографом премьер-министра Великобритании Гарольда Макмиллана (публикация — в 1988 году).
После ввода американских войск в Ирак в 2003 году «Дикая война за мир: Алжир 1954—1962 гг.» вызвала интерес у американских военных, Генри Киссинджер рекомендовал её президенту США Джорджу Бушу-младшему. В октябре 2006 года книга была переиздана, а в январе 2007 года Хорн был приглашен принять участие в дискуссионной панели по войне в Ираке на шоу Чарли Роуза. В «Вашингтон пост» 2 июля 2007 года сообщалось, что Хорн встретился с президентом Бушем в середине 2007 года по просьбе администрации. В 2004 году Хорну было предложено авторство официальной биографии бывшего госсекретаря США Киссинджера, но он отказался из-за огромного объёма работы и возраста и вместо этого решил написать про один год в жизни Киссинджера («Киссинджер: 1973. Решающий год», 2009).
- 1978 — Премия Вулфсона за историческую литературу: «Дикая война за мир: Алжир 1954—1962 гг.»
- 1963 — Готорнденская премия (лучшее художественное произведение, «Цена славы: Верден 1916 год»)

## Избранные сочинения
- Тайны Парижа. От римской крепости до блистательной столицы. — М.: АСТ, 2013. — 768 с.
- Операция «Катапульта», или Как британский флот по приказу Черчилля расстрелял эскадру недавнего союзника // От Мюнхена до Токийского залива: Взгляд с Запада на трагические страницы истории второй мировой войн. М., 2004. — http://indbooks.in/mirror1.ru/?p=553750 (недоступная+ссылка)
- Мои беседы с Джорджем Бушем — о войне (и мире). — https://inosmi.ru/world/20080620/242091.html
- Return to Power: A Report on the New Germany. New York: Praeger, 1956.
- The Land is Bright. 1958.
- Canada and the Canadians. Toronto: Macmillan, 1961.
- The Price of Glory: Verdun 1916. New York: St. Martin’s Press, 1962.
- The Fall of Paris: The Siege and the Commune, 1870-1. London: Macmillan, 1965. OCLC 401286 Revised edition: Penguin Books 2007, ISBN 978-0-141-03063-0.
- To Lose a Battle: France 1940. London, Macmillan, 1969.
- Death of a Generation Neuve Chapelle to Verdun and the Somme 1970
- The Terrible Year: The Paris Commune, 1871. London, Macmillan, 1971.
- Small Earthquake in Chile: A Visit to Allende’s South America. London: Macmillan, 1972.
- A Savage War of Peace: Algeria 1954—1962. London: Macmillan, 1977.
- Napoleon, Master of Europe 1805—1807. London: Weidenfeld and Nicolson, 1979.
- The French Army and Politics, 1870—1970. New York: Peter Bedrick Books, 1984.
- Harold Macmillan. New York: Viking Press, 1988. [Official biography]. Volume I: 1894—1956. Volume II: 1957—1986.
- A Bundle from Britain. New York: St. Martin’s Press, 1993.
- Montgomery, David (co-author). Monty: The Lonely Leader, 1944—1945. New York: HarperCollins, 1994.
- How Far from Austerlitz? Napoleon, 1805—1815. New York: St. Martin’s Press, 1996.
- Horne, A. (ed.).Telling Lives: From W.B. Yeats to Bruce Chatwin. London: Papermac, 2000.
- Seven Ages of Paris. London: Macmillan, 2002.
- The Age of Napoleon. New York: Modern Library, 2004.
- Friend or Foe: An Anglo-Saxon History of France. London: Weidenfeld & Nicolson, 2004.
- La Belle France: A Short History. Alfred A. Knopf, 2005.
- The French Revolution. Carlton Books, 2009.
- Kissinger: 1973, The Crucial Year. Simon & Schuster, June 2009.
- But What Do You Actually Do?: A Literary Vagabondage. London: Weidenfeld & Nicolson, 2011.
- Hubris: The Tragedy of War in the Twentieth Century. Harper, 2015.